# Бепци (ТВ серија из 2021)
Бепци (енгл. Rugrats) америчка је рачунарски-анимирана стриминг-телевизијска серија, аутора Арлин Класки, Габора Чупоа и Пола Жермена. Описана је и као оживљавање и рибут истоимене оригиналне ТВ серије која је емитована од 1991. до 2004. године. Премијера серије била је 27. маја 2021. године на Paramount+-у, као друга CGI-анимирана веб-серија Nickelodeon-а за услугу стриминга. Као и претходну серију, продуцирао ју је студио за анимацију Класкијеве и Чупоа. У септембру 2021. године, серија је обновљена за 13-епизодну другу сезону. Синхронизацију је радио студио Голд Диги Нет.

## Радња
Баш као и оригинална серија, Бепци се фокусира на искуства храбре, авантуристичке једногодишње бебе по имену Томи Пиклс и његове групе пријатеља, коју чине новорођенчад и малишана.

## Улоге
| Име лика             | Оригинални глас                                     | Српски глас                                           |
| -------------------- | --------------------------------------------------- | ----------------------------------------------------- |
| Томас Малколм Пиклс  | Е. Г. Дејли                                         | Маријана Живановић                                    |
| Чарлс Финстер        | Ненси Картрајт                                      | Ђурђина Радић                                         |
| Филип Рихард Девил   | Кет Суси                                            | Марко Ћурчић                                          |
| Лилијан Девил        | Кет Суси                                            | Ивона Рамбосек                                        |
| Анђелика Пиклс       | Шерил Чејс                                          | Јана Пауновић                                         |
| Сузи Кармајкл        | Кри Самер                                           | Анђела Џаферовић                                      |
| Кими Ватанабе        | Шарлет Чунг                                         | Марија Огњеновић                                      |
| Бегли                | Греј Грифин                                         | Милан Антонић                                         |
| Стјуарт Пиклс        | Томи Дјуи                                           | Милош Ђуричић                                         |
| Дидила Пиклс         | Ешли Спилерс                                        | Јована Цавнић                                         |
| Шарлот Пиклс         | Ана Кламски                                         | Ања Орељ                                              |
| Ендру Пиклс          | Тимоти Симонс                                       | Милан Тубић                                           |
| Елизабет Девил       | Натали Моралес                                      | Марија Стокић                                         |
| Чез Финстер          | Тони Хејл                                           | Бранислав Јевтић                                      |
| Луси Кармајкл        | Никол Бајер                                         | Валентина Павличић                                    |
| Ренди Кармајкл       | Омар Бенсон Милер                                   | Немања Живковић                                       |
| Лу Пиклс             | Мајкл Макин                                         | Лако Николић                                          |
| Кира Ватанабе        | Роми Дејмс                                          | Марија Стокић                                         |
| Борис Кропоткин      | Хенри Винклер                                       | Милан Антонић                                         |
| Минка Кропоткин      | Свуси Керц                                          | Валентина Павличић                                    |
| Сребрни Биглови      | Чарлет Чунг Е. Г. Дејли Морган Ферчајлд Чарлс Адлер | Марија Стокић Милена Моравчевић Ања Орељ Лако Николић |
| Грејам               | Чарлс Адлер                                         | Лако Николић                                          |
| Џејк                 | Омар Бенсон Милер                                   | Милош Дашић                                           |
| Синтија              | Тори Кели                                           | Марија Огњеновић                                      |
| Дар-мар Дама         | Џамила Џамил                                        | Марија Огњеновић                                      |
| Рђавко               | Томи Дјуи                                           | Немања Живковић                                       |
| Џонатан Краскел      | Ентони Дел Рио                                      | Лако Николић                                          |
| Бари                 | Џон Омохундро                                       | Немања Живковић                                       |
| Ив                   | Ешли Мари                                           | Јована Цавнић                                         |
| Џош                  | Алисин Пакард                                       | Немања Живковић                                       |
| Дакстер              | Џош Бренер                                          | Милан Тубић                                           |
| Дафи                 | Ричард Ајоади                                       | Томаш Сарић                                           |
| Гђа Марџори          | Џенифер Луис                                        | Снежана Нешковић                                      |
| Г. Гарт              | Џејмс Адомијан                                      | Милан Тубић                                           |
| Дадиља Пип           | Сара Најлс                                          | Марија Стокић                                         |
| Градоначелница Брукс | Џенел Лин Рандал                                    | Валентина Павличић                                    |

## Епизоде
| #   | #   | Изворни назив             | Српски назив | Сценариста                     | Оригинална премијера | Српска премијера () |
| --- | --- | ------------------------- | ------------ | ------------------------------ | -------------------- | ------------------- |
| 1.  | 1.  |                           |              | Кејт Бутилје и Ерик Касемиро   | 27. мај 2021.        | н. п.               |
| 1.  | 1.  | н. п.                     |              | Кејт Бутилје и Ерик Касемиро   | 27. мај 2021.        |                     |
| 2.  | 2.  |                           | Дар-мар дама | Алек Швимер                    | 27. мај 2021.        | 15. новембар 2021.  |
| 2.  | 2.  | Лорен Шел                 |              |                                | 27. мај 2021.        | 15. новембар 2021.  |
| 3.  | 3.  |                           | Реп Робопса  | Алан Нојвирт                   | 27. мај 2021.        | 16. новембар 2021.  |
| 3.  | 3.  | Лорен Шел                 |              |                                | 27. мај 2021.        | 16. новембар 2021.  |
| 4.  | 4.  |                           |              | Џени Џафе                      | 27. мај 2021.        | 17. новембар 2021.  |
| 4.  | 4.  | Сем Кларк                 |              |                                | 27. мај 2021.        | 17. новембар 2021.  |
| 5.  | 5.  |                           |              | Робин Џ. Штајн                 | 27. мај 2021.        | 18. новембар 2021.  |
| 5.  | 5.  | Халима Лукас              |              |                                | 27. мај 2021.        | 18. новембар 2021.  |
| 6.  | 6.  |                           |              | Џо Пруди                       | 7. октобар 2021.     | 19. новембар 2021.  |
| 6.  | 6.  | Алан Нојвирт              |              |                                | 7. октобар 2021.     | 19. новембар 2021.  |
| 7.  | 7.  |                           |              | Сара Алан                      | 7. октобар 2021.     | 22. новембар 2021.  |
| 7.  | 7.  | Џеф Д’Елија и Алек Швимер |              |                                | 7. октобар 2021.     | 22. новембар 2021.  |
| 8.  | 8.  |                           |              | Лиса Капстром и Џени Џафе      | 7. октобар 2021.     | 23. новембар 2021.  |
| 8.  | 8.  |                           |              | Кресент Имани Новел            | 7. октобар 2021.     | 24. новембар 2021.  |
| 9.  | 9.  |                           |              | Алан Нојвирт                   | 7. октобар 2021.     | 26. новембар 2021.  |
| 9.  | 9.  |                           |              | Сем Кларк                      | 7. октобар 2021.     | 25. новембар 2021.  |
| 10. | 10. |                           | н. п.        | Робин Џ. Штајн                 | 7. октобар 2021.     | н. п.               |
| 10. | 10. |                           | н. п.        | Џеф Д’Елија                    | 7. октобар 2021.     | н. п.               |
| 11. | 11. |                           | н. п.        | Лорен Шел                      | 7. октобар 2021.     | н. п.               |
| 11. | 11. |                           | н. п.        | Робин Џ. Штајн и Рејчел Липман | 7. октобар 2021.     | н. п.               |
| 12. | 12. |                           | н. п.        | Лиса Капстром                  | 7. октобар 2021.     | н. п.               |
| 12. | 12. |                           | н. п.        | Џеф Д’Елија                    | 7. октобар 2021.     | н. п.               |
| 13. | 13. |                           | н. п.        | Џеф Д’Елија                    | 7. октобар 2021.     | н. п.               |